# La Conquête de la Franche-Comté
La Conquête de la Franche-Comté est un bas-relief en bronze du sculpteur français d'origine néerlandaise Martin Desjardins réalisé entre 1680 et 1686. 

## Histoire et description

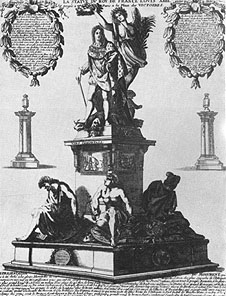
Statue en pied de Louis XIV de Martin Desjardins, inaugurée le 18 mars 1686.

Ce bas-relief qui provient du piédestal de la statue équestre de Louis XIV place des Victoires fondue sous la Révolution française est désormais exposé à la Cour Puget du Musée du Louvre, à Paris.
Il est exposé (ainsi que La Paix de Nimègue, Le Passage du Rhin, et Les Duels abolis) non loin des statues des captifs qui l'entouraient place des Victoires, qui représentent les nations vaincues (Espagne, Empire, Brandebourg et Hollande) aux traités de Nimègue en 1679 et qui expriment chacun un sentiment différent dans l'épreuve de la captivité : la révolte, l'espérance, la résignation et l'abattement.
La Conquête de la Franche-Comté représente le roi Louis XIV et Vauban qui organisèrent la seconde conquête de la Franche-Comté en mai-juin 1674, ici illustrée par la prise de la ville de Besançon, alors ville libre, distincte du comté de Bourgogne(Franche-Comté).